# Ophisaurus wegneri
Ophisaurus wegneri är en ödleart som beskrevs av  Mertens 1959. Ophisaurus wegneri ingår i släktet Ophisaurus och familjen kopparödlor. IUCN kategoriserar arten globalt som otillräckligt studerad. Inga underarter finns listade i Catalogue of Life.